# Witte lelieklok
De Witte lelieklok (Russisch: Букет лилий) is een van de circa 50 Fabergé-eieren die door de Russische juwelier Peter Carl Fabergé zijn gemaakt.
Het ei werd in 1899 door Tsaar Nicolaas II aan zijn vrouw, prinses Alexandra Fjodorovna, aangeboden.
Het ei heeft Rusland nooit verlaten en wordt sinds 1927 tentoongesteld in het Arsenaalmuseum van het Kremlin van Moskou.

## Beschrijving
Het bovenste deel van het ei bestaat uit een klok met Romeinse cijfers. De cirkelvormige cijferplaat loopt in 12 uur tijd rond, langs een diamanten wijzer die de tijd aangeeft.
De klok wordt opgewonden met een gouden sleutel.
Boven op het ei staat een bos witte lelies. Deze draaien met de klok mee. De lelies groeien uit een groep gouden en platina rozen.
Het geheel is bedekt met goud, platina en een groot aantal geslepen diamanten. Het staat op een kastje waarop in diamant het jaartal 1899 is afgebeeld.

## Surprise
In elk Fabergé-ei zit een surprise. In dit geval was dat een hanger met robijnen en diamanten. Deze is echter verdwenen.